# 초지중학교
초지중학교(草芝中學校)는 대한민국 경기도 안산시 단원구 초지동에 있는 공립 중학교이다.

## 학교 연혁
- 2003년 1월 15일 : 초지중학교 30학급 설립인가
- 2004년 3월 1일 : 초대 구태희 교장 취임
- 2004년 3월 4일 : 신입생 358명 입학 (9학급)
- 2005년 3월 2일 : 어학실 정비
- 2005년 5월 17일 : 골프부 창단식 및 도서관 개관
- 2005년 10월 18일 : 탁구부 창단식
- 2022년 3월 1일 : 제6대 최성기 교장 취임
- 2024년 1월 5일 : 제18회 졸업식(졸업생 216명)
- 2024년 3월 4일 : 신입생 194명 입학(7학급)

## 참고 자료
- 초지중학교 - 한국교육학술정보원 학교알리미